# Imanol Biscay
Pas d'image ? Cliquez ici

a Compétitions nationales et continentales officielles uniquement.

Dernière mise à jour le 20 novembre 2024.
Imanol Biscay, né le 14 octobre 2001 à Oloron-Sainte-Marie, est un joueur français de rugby à XV. Il évolue au poste de demi de mêlée au Biarritz olympique.

## Biographie
Imanol Biscay débute le rugby à l'US Josbaig à l'âge de 5 ans et y évolue jusqu'en 2020 avant de rejoindre le Biarritz olympique. Il fait ses débuts en équipe première en octobre 2023 à Vannes. 
En juin 2024, il prolonge son contrat au BO jusqu'en 2026.